# Noureddine el-Jaafari
Noureddine el-Jaafari (* 19. April 1978) ist ein marokkanischer Fußballschiedsrichter.
Seit 2013 steht er auf der Liste der FIFA-Schiedsrichter und leitet internationale Fußballspiele, unter anderem in der CAF Champions League.
Beim Afrika-Cup 2019 in Ägypten leitete el-Jaafari insgesamt drei Spiele, darunter zwei Gruppenspiele und ein Achtelfinale. Darüber hinaus war er unter anderem beim U-17-Afrika-Cup 2015 im Niger und bei der Afrikanischen Nationenmeisterschaft 2018 in Marokko im Einsatz.
Am 29. Juli 2017 leitete el-Jaafari das Spiel um den französischen Supercup 2017 zwischen AS Monaco und Paris Saint-Germain (1:2) in Tanger, Marokko.